# Innuendo (Lied)

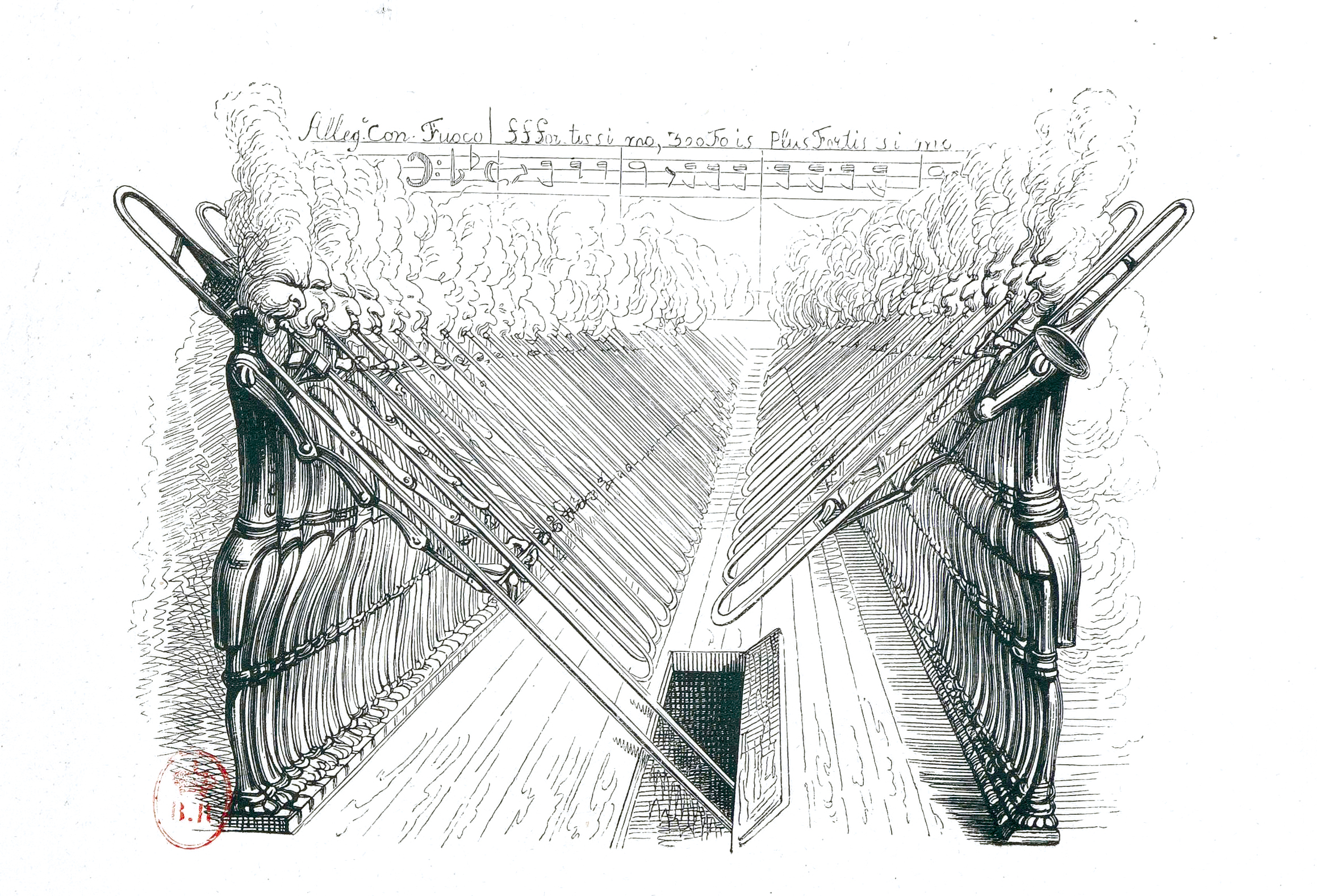
Für das Singlecover verwendete Grafik (Grandville, 1844)

Innuendo (englisch für „Andeutung“ oder „Anspielung“) ist ein Rocksong der britischen Band Queen. Es wurde am 14. Januar 1991 als Single des gleichnamigen Albums ausgekoppelt und erreichte als dritte Queen-Single nach Bohemian Rhapsody (1975) und Under Pressure (1981) die Spitze der britischen Charts und Top-Ten-Platzierungen in weiteren europäischen Ländern. Das Stück ist auch Teil der Kompilation Greatest Hits II (1991).
Mit sechs Minuten und dreißig Sekunden gehört Innuendo zu den längsten Stücken der Gruppe. Der Song versammelt verschiedene Stilrichtungen, darunter einen Flamenco-Teil, gespielt von Yes-Gitarrist Steve Howe, ein orchestrales Mittelstück sowie Hard-Rock-Sektionen, die an die progressiven Veröffentlichungen der Band aus den 1970ern erinnern.
Mit seiner düsteren Atmosphäre und dem begleitenden Musikvideo, das in seiner ungekürzten Version Kriegsszenen und eine Atomexplosion zeigt, wird Innuendo als einer der dunkelsten und bewegendsten Songs der Band bezeichnet.

## Entstehung
Die Grundidee wurde von John Deacon, Brian May und Roger Taylor in Montreux entwickelt. Freddie Mercury vollendete das Lied später, indem er die Melodie und zusammen mit Taylor den Text hinzufügte. Im Lied gibt es deutliche Reminiszenzen an den Led-Zeppelin-Song Kashmir, der nach Angaben des Queen-Gitarristen Brian May als Inspiration gedient hat.

## Musik
Das Stück enthält neben den Rockteilen in der Mitte einen Flamenco-Teil, für den sich Queen den Gastmusiker Steve Howe ins Studio holten. Grundsätzlich ist das Stück sehr stark von E-Gitarren, dem Synthesizer und dem Schlagzeug geprägt. Das Orchester in der Mitte des Liedes ist komplett mit Synthesizern eingespielt.

## Besetzung
- Freddie Mercury: (Hintergrund-) Gesang, Keyboard
- Brian May: E-Gitarre, Klassische Gitarre
- Roger Taylor: Schlagzeug, Perkussion
- John Deacon: E-Bass
- Steve Howe: Klassische Gitarre, Flamenco-Gitarre

## Musikvideo
Das Musikvideo, gedreht von der DoRo Produktion, zeigt eine Kombination aus Stop-Motion, Stock-Footage-Aufnahmen sowie Ausschnitten der Band aus Musikvideos der Miracle-Ära (1989) und Live at Wembley ’86 – neu gedrehtes Material von Freddie Mercury, Brian May, Roger Taylor und John Deacon ist nicht vorhanden. Die Bandmitglieder erscheinen dabei in gezeichneter Form und sind jeweils unterschiedlichen Epochen oder Künstlern nachempfunden:
Mercury im Stil von Leonardo da Vinci, May als viktorianische Radierung (ähnlich den Grandville-Illustrationen, die für weitere Single-Veröffentlichungen des Albums verwendet wurden), Taylor als Werk von Jackson Pollock und Deacon als Kubismus-Werk von Pablo Picasso. Die Grundhandlung des Musikvideos beschreibt einen Kinosaal, auf dem Puppen und Figuren einen Zusammenschnitt unterschiedlicher Szenen verfolgen.
Neben der Originalversion, die verschiedentlich Szenen aus dem Golfkrieg zeigt, existieren auch einige entschärfte Versionen, die diese Aufnahmen mit anderem Material überblenden. Insgesamt fünf Versionen des Musikvideos sind im Umlauf, offiziell wurde das Video bislang nur auf der Video-Zusammenstellung Greatest Flix II (1991) veröffentlicht, sowie auf der amerikanischen Kompilation The A–Z of Queen, Volume 1 (2007) erstmals auf DVD.

## Versionen
Eine leicht veränderte Version ist auf den 12″- und CD-Maxi-Singles von Innuendo zu finden, namentlich als Explosive Version gekennzeichnet. Der Song bleibt unverändert, das ausklingende Endstück wird durch das Geräusch einer fallenden Atombombe ersetzt. Diese Version wurde bislang auf keiner Kompilation der Band wiederveröffentlicht und ist nur auf den Singles von 1991 zu finden. Das begleitende Musikvideo beginnt mit einem Intro im Ambient-Stil, das an einen Sturm erinnert und abrupt mit Taylors Schlagzeug-Einsatz endet.
Durch Freddie Mercurys Gesundheitszustand und dem Ausbleiben einer Tour konnte Innuendo nie live in der Originalbesetzung gespielt werden. Auf dem Freddie-Mercury-Tributekonzert spielten die restlichen Mitglieder von Queen den Song mit Robert Plant als Lead-Sänger und Reminiszenzen an die Led-Zeppelin-Songs Kashmir und Thank You. Diese Performance wurde auf Wunsch von Plant allerdings nicht auf den offiziellen DVD-Ausgaben des Konzerts veröffentlicht; Plant hatte den Songtext an einigen Stellen vergessen und befand sich nach eigenen Angaben nicht in bester Verfassung.
Für die The Rhapsody Tour von Queen + Adam Lambert wurde Innuendo als Intro vom Band verwendet.

## Kommerzieller Erfolg

### Chartplatzierungen
| ChartsChartplatzierungen     | Höchstplatzierung | Wochen |
| ---------------------------- | ----------------- | ------ |
| Deutschland (GfK)            | 5 (16 Wo.)        | 16     |
| Österreich (Ö3)              | 12 (10 Wo.)       | 10     |
| Schweiz (IFPI)               | 3 (12 Wo.)        | 12     |
| Vereinigtes Königreich (OCC) | 1 (6 Wo.)         | 6      |

| ChartsJahrescharts (1990) | Platzierung |
| ------------------------- | ----------- |
| Deutschland (GfK)         | 60          |

### Auszeichnungen für Musikverkäufe
| Land/Region                  | Auszeichnungen für Musikverkäufe (Land/Region, Auszeichnung, Verkäufe) | Verkäufe |
| ---------------------------- | ---------------------------------------------------------------------- | -------- |
| Italien (FIMI)               | Gold                                                                   | 35.000   |
| Vereinigtes Königreich (BPI) | Silber                                                                 | 200.000  |
| Insgesamt                    | 1× Silber · 1× Gold ·                                                  | 235.000  |

Hauptartikel: Queen (Band)/Auszeichnungen für Musikverkäufe